# 1954-es magyar férfi vízilabdakupa
A magyar férfi vízilabdakupa 1954-es kiírását a Bp. Honvéd nyerte. Az 1954-es OB I hét csapata (Szolnoki Dózsa, Bp. Dózsa, Bp. Vasas, Bp. Vörös Lobogó, Bp. Lokomotív, Bp. Kinizsi, Egri Fáklya) a selejtező harmadik fordulójában, az 1953-as magyar férfi vízilabdakupa döntősei (Bp. Honvéd és a Gheorghiu-Dej Hajógyár) a negyeddöntőben kapcsolódtak be a küzdelembe.

## Eredmények

### Selejtező

#### 1. forduló
november 13., 14.
| 1. csapat             | Eredmény     | 2. csapat          |
| --------------------- | ------------ | ------------------ |
| Vasas Izzó            | játék nélkül | Forgácsoló         |
| Csepeli Vasas         | 4–3          | Bp. Spartacus      |
| Bp. Vörös Meteor      | játék nélkül | Gyöngösi Kinizsi   |
| Petőfi VTSK           | 11–4         | Tatabányai Bányász |
| Ceglédi Lokomotív     | játék nélkül | Elektromos         |
| Bp. Postás            | 5–4          | Szegedi Petőfi     |
| Vasas MÁVAG           | 10–3         | Szegedi Haladás    |
| Bp. Szikra            | 6–2          | KGM Építők         |
| Angyalföldi Spartacus | ?–?          | Bp. Előre          |
| Csepel Autó           | 5–1          | Egri Dózsa         |

#### 2. forduló
játéknap: november 21., 27.
| 1. csapat        | Eredmény | 2. csapat             |
| ---------------- | -------- | --------------------- |
| Bp. Vörös Meteor | 7–6      | Petőfi VTSK           |
| Vasas Izzó       | 5–2      | Csepeli Vasas         |
| Bp. Postás       | 5–3      | Ceglédi Lokomotív     |
| Vasas MÁVAG      | 4–3      | Bp. Szikra            |
| Csepel Autó      | 8–1      | Angyalföldi Spartacus |

#### 3. forduló
játéknap: december 3., 4., 5.
| 1. csapat        | Eredmény | 2. csapat        |
| ---------------- | -------- | ---------------- |
| Bp. Vörös Lobogó | 3–1      | Egri Fáklya      |
| Szolnoki Dózsa   | 4–3      | Bp. Vörös Meteor |
| Bp. Dózsa        | 9–1      | Vasas MÁVAG      |
| Bp. Lokomotív    | 8–2      | Bp. Postás       |
| Bp. Vasas        | 7–0      | Csepel Autó      |
| Bp. Kinizsi      | 7–0      | Vasas Izzó       |

### negyeddöntő
játéknap: december 11., 12.
| 1. csapat        | Eredmény | 2. csapat              |
| ---------------- | -------- | ---------------------- |
| Szolnoki Dózsa   | 4–2      | Bp. Lokomotív          |
| Bp. Honvéd       | 4–2      | Bp. Kinizsi            |
| Bp. Dózsa        | 5–4      | Bp. Vasas              |
| Bp. Vörös Lobogó | 6–4      | Gheorghiu-Dej Hajógyár |

### Elődöntő
játéknap: december 18.
| 1. csapat      | Eredmény | 2. csapat        |
| -------------- | -------- | ---------------- |
| Szolnoki Dózsa | 1–0      | Bp. Dózsa        |
| Bp. Honvéd     | 4–3      | Bp. Vörös Lobogó |

### Döntő
| 1954. december 19. : | Bp. Honvéd           | 2–1 | Szolnoki Dózsa | Sportuszoda Nézőszám: 800 Játékvezetők: Lauter Géza |
| 1954. december 19. : | (2–1)                |     |                | Sportuszoda Nézőszám: 800 Játékvezetők: Lauter Géza |
| 1954. december 19. : | Hevesi 1 Németh II 1 |     | Hasznos II 1   | Sportuszoda Nézőszám: 800 Játékvezetők: Lauter Géza |

A Bp. Honvéd kupagyőztes csapata: Bánhidi József — Bolvári Antal, Hevesi István, Holop Miklós, Németh II. István, Sárszegi László, Svéda Gyula, Edző: Brandi Jenő